# Mój przyjaciel olbrzym
Mój przyjaciel olbrzym – amerykańska komedia z 1998 roku.

## Opis fabuły
Sam Kamin jest trzeciorzędnym agentem filmowym. Bardziej dla niego liczy się kariera niż rodzina. Podczas podróży do Rumunii ma wypadek i budzi się w klasztorze. Tam poznaje Maxa - nadzorcę klasztoru, który jest bardzo wysoki. Sam bierze Maxa do USA, by pomóc mu odnaleźć dawną dziewczynę - Lillianę. Tak naprawdę chce zrobić z niego gwiazdę filmową...

## Obsada
- Billy Crystal - Sam "Sammy" Kamin
- Kathleen Quinlan - Serena Kamin
- Gheorghe Mureșan - Max Zamphirescu
- Joanna Pacuła - Lilliana Rotaru
- Zane Carney - Nick "Nicky" Kamin
- Jere Burns - Weller, reżyser
- Harold Gould - Milt Kaminski
- Dan Castellaneta - Partlow
- Raymond O'Connor - Eddie
- Rider Strong - Justin Allen
- Doris Roberts - Rose Kaminski
- Carl Ballantine - Rabin
- Steven Seagal - on sam

i inni